# Дубинский, Иван Яковлевич

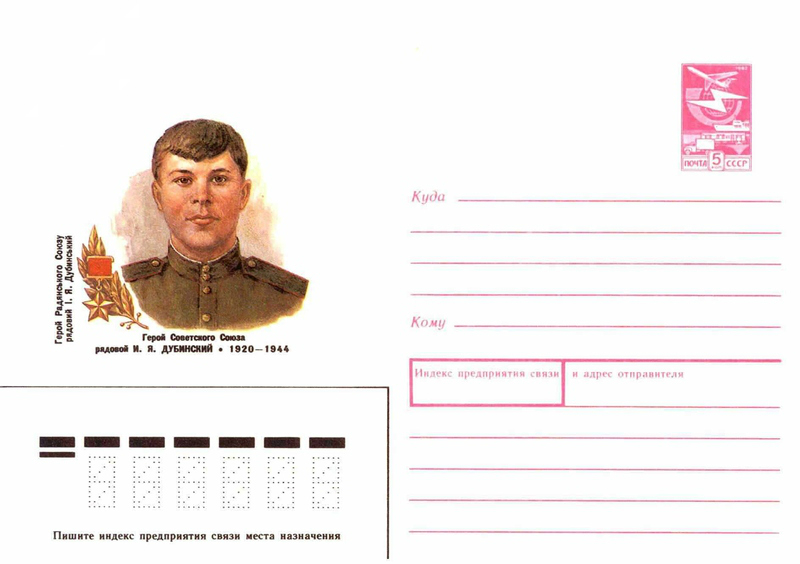
конверт с портретом Дубинского

Иван Яковлевич Дубинский (1920-1944) — красноармеец Рабоче-крестьянской Красной Армии, участник Великой Отечественной войны, Герой Советского Союза (1944).

## Биография
Иван Дубинский родился 14 октября 1920 года в городе Прилуки (ныне — Черниговская область Украины) в рабочей семье. После окончания семи классов неполной средней школы работал столяром. В 1940 году Дубинский был призван на службу в Рабоче-крестьянскую Красную Армию. С мая 1942 года — на фронтах Великой Отечественной войны. Принимал участие в боях на Воронежском, 1-м и 2-м Украинском фронтах. К марту 1944 года красноармеец Иван Дубинский был разведчиком 759-го стрелкового полка 163-й стрелковой дивизии 40-й армии 2-го Украинского фронта. Отличился во время форсирования Южного Буга.
13 марта 1944 года группа разведчиков, в которую входил и Дубинский, переправилась через Южный Буг в районе села Ладыжин (ныне — город в Винницкой области Украины) и принял активное участие в захвате плацдарма на его западном берегу, отражении немецких контратак и расширению плацдарма. Прорвав вражескую оборону, группа Дубинского вышла в тыл противника, посеяв в рядах того панику. Действия группы способствовали успешной переправе через реку всего полка. 4 мая 1944 года Дубинский погиб в бою на территории Румынии. Похоронен в посёлке Вама в 8 километрах к северо-востоку от румынского города Кымпулунг-Молдовенеск.
Указом Президиума Верховного Совета СССР от 13 сентября 1944 года за «мужество и героизм, проявленные при форсировании Южного Буга и удержании плацдарма на его правом берегу» красноармеец Иван Дубинский посмертно был удостоен высокого звания Героя Советского Союза. Также был награждён орденами Ленина и Отечественной войны 2-й степени, рядом медалей.
Бюст Дубинского установлен в Прилуках.